# Rio São Francisco (vattendrag i Brasilien, Rio de Janeiro, lat -21,97, long -42,70)
Rio São Francisco är ett vattendrag i Brasilien.   Det ligger i delstaten Rio de Janeiro, i den sydöstra delen av landet, 900 km sydost om huvudstaden Brasília.
Omgivningen kring Rio São Francisco är huvudsakligen savann. Området är ganska glesbefolkat, med 36 invånare per kvadratkilometer.